# ジョン・アーバスノット (第6代アーバスノット子爵)
第6代アーバスノット子爵ジョン・アーバスノット（英語: John Arbuthnott, 6th Viscount of Arbuthnott、1703年 – 1791年4月20日）は、スコットランド貴族。

## 生涯
ジョン・アーバスノット（1737年1月10日埋葬、第2代アーバスノット子爵ロバート・アーバスノットの次男）とマーガレット・ファルコナー（Margaret Falconer、サー・ジェームズ・ファルコナーの娘）の次男（長男ジェームズは1727年8月に生涯未婚のまま死去）として生まれた。
1756年5月8日に伯父ロバートの次男にあたる第5代アーバスノット子爵ジョン・アーバスノットが死去すると、アーバスノット子爵の爵位を継承した。
1791年4月20日に死去、息子ジョンが爵位を継承した。

## 家族
1740年4月16日、メアリー・ダグラス（ロバート・ダグラスの娘）と結婚したが、2人の間に子供はいなかった。1749年7月4日、ジーン・アーバスノット（Jean Arbuthnott、1786年3月18日没、アレクサンダー・アーバスノットの娘）と再婚、下記の子供を儲けた。
- ロバート（1785年8月1日以前没） - 生涯未婚[2]
- ジョン（1754年 – 1800年） - 第7代アーバスノット子爵